# Kombinacja norweska na Zimowych Igrzyskach Olimpijskich 1988
Kombinacja norweska na Zimowych Igrzyskach Olimpijskich 1988 odbyła się w dniach 24 – 28 lutego 1988 roku na skoczni Alberta Ski Jump Area i trasie biegowej w Canmore. Zawodnicy rywalizowali w dwóch konkurencjach: indywidualnych zawodach metodą Gundersena (skoki na normalnej skoczni/bieg na 15 km) oraz zawodach drużynowych (skoki na normalnej skoczni/sztafeta 3x10 km). W kombinacji norweskiej na XV IO startowali tylko mężczyźni, ponieważ konkurencje kobiece nie były częścią programu olimpijskiego.

## Wyniki

### Gundersen
| Miejsce | Zawodnik           | Reprezentacja  | Czas    | Strata   |
| ------- | ------------------ | -------------- | ------- | -------- |
| 1       | Hippolyt Kempf     | Szwajcaria     | 38:16,8 | –        |
| 2       | Klaus Sulzenbacher | Austria        | 39:46,5 | + 19,0   |
| 3       | Allar Levandi      | ZSRR           | 39:12,4 | + 1:04,3 |
| 4       | Uwe Prenzel        | NRD            | 38:18,8 | + 1:10,8 |
| 5       | Andreas Schaad     | Szwajcaria     | 38:18,0 | + 1:12,5 |
| 6       | Torbjørn Løkken    | Norwegia       | 37:39,0 | + 1:25,5 |
| 7       | Miroslav Kopal     | Czechosłowacja | 38:48,0 | + 1:32,5 |
| 8       | Marko Frank        | NRD            | 39:08,2 | + 1:48,1 |

### Sztafeta
| Miejsce | Reprezentacja  | Zawodnicy                                           | Wynik     |
| ------- | -------------- | --------------------------------------------------- | --------- |
| 1       | RFN            | Hans-Peter Pohl Hubert Schwarz Thomas Müller        | 1:20:46,0 |
| 2       | Szwajcaria     | Andreas Schaad Hippolyt Kempf Fredy Glanzmann       | + 3,4     |
| 3       | Austria        | Günther Csar Hansjörg Aschenwald Klaus Sulzenbacher | + 30,9    |
| 4       | Norwegia       | Hallstein Bøgseth Trond Bredesen Torbjørn Løkken    | + 48,6    |
| 5       | NRD            | Thomas Prenzel Marko Frank Uwe Prenzel              | + 2:18,5  |
| 6       | Czechosłowacja | Ladislav Patráš Ján Klimko Miroslav Kopal           | + 2:57,1  |
| 7       | Finlandia      | Pasi Saapunki Jouko Parviainen Jukka Ylipulli       | + 4:52,3  |
| 8       | Francja        | Jean Bohard Xavier Girard Fabrice Guy               | + 6:23,4  |